# Limonium confusum
Espèce
Classification phylogénétique
Synonymes
- Statice confusa Godr. & Gren., 1850 [1]
- Statice delicatula subsp. raddiana Rouy, 1908[1]
- Statice globulariifolia Desf., 1798[1]
- Limonium ramosissimum subsp. confusum (Godr. & Gren.) Pignatti, 1971[1]

Limonium confusum, le Limonium confus, le Statice confus, le Statice confondu, le Limonium confondu, est une espèce de plante de la famille des Plumbaginaceae et du genre Limonium.

## Répartition
Limonium confusum est présente en Espagne et en France le long de la mer Méditerranée.

## Parasitologie
La feuille a pour parasites Agdistis bennetii et Agdistis paralia.